# Schadowstraße 23

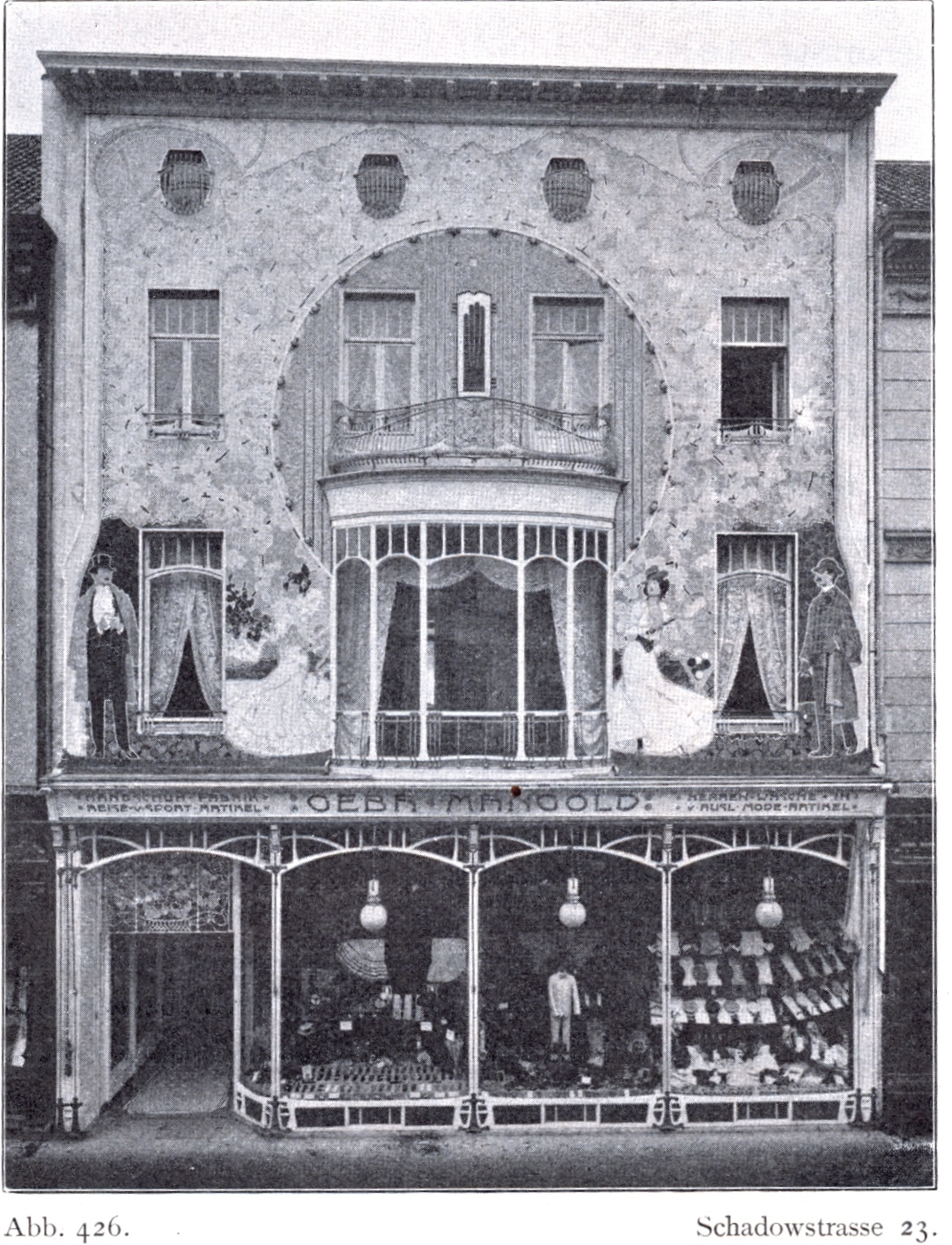
Gebrüder Mangold, 1904

Das Geschäftshaus Schadowstraße 23 der Firma Gebrüder Mangold in Düsseldorf war ein „prächtiges Beispiel eines modernen Plakathauses“. Das Gebäude ist nicht erhalten geblieben. Das Grundstück wurde später neu bebaut.

## Beschreibung
Das Haus wurde im Jahre 1900 von den Düsseldorfer Architekten Gottfried Wehling und Alois Ludwig umfassend umgebaut und erweitert.
Es hatte eine Majolikafassade und war im Jugendstil errichtet worden. Es stammte aus der gleichen Zeit und war aus dem gleichen Material wie das bekannte Düsseldorfer Majolikahäuschen neben dem Napoleonsberg. Im Erdgeschoss befand sich eine „moderne Holzschaufensteranlage“. und die Fassade in den Obergeschossen war mit „gemalten Fliesen“ von der Firma Villeroy & Boch verkleidet. Diese waren „bildartig in glasierter Fayencenplattenverkleidung mit figürlichen Darstellungen, die auf den Geschäftszweig des Besitzers Bezug nehmen, durchgeführt“.
Das Geschäft der Gebrüder Mangold war (laut der Inschrift) eine Handschuh-Fabrik, die auch Reise- und Sportartikel, Herrenwäsche sowie in- und ausländische Modeartikel vertrieb. Die Fayencen stellten im ersten Obergeschoss zwei Damen – eine mit Tennisschläger, die andere in Abendgarderobe – und zwei Herren mit Aktentasche und im Smoking dar. Im zweiten Obergeschoss war zwischen den beiden mittleren Fenstern ein stilisierter Handschuh abgebildet.

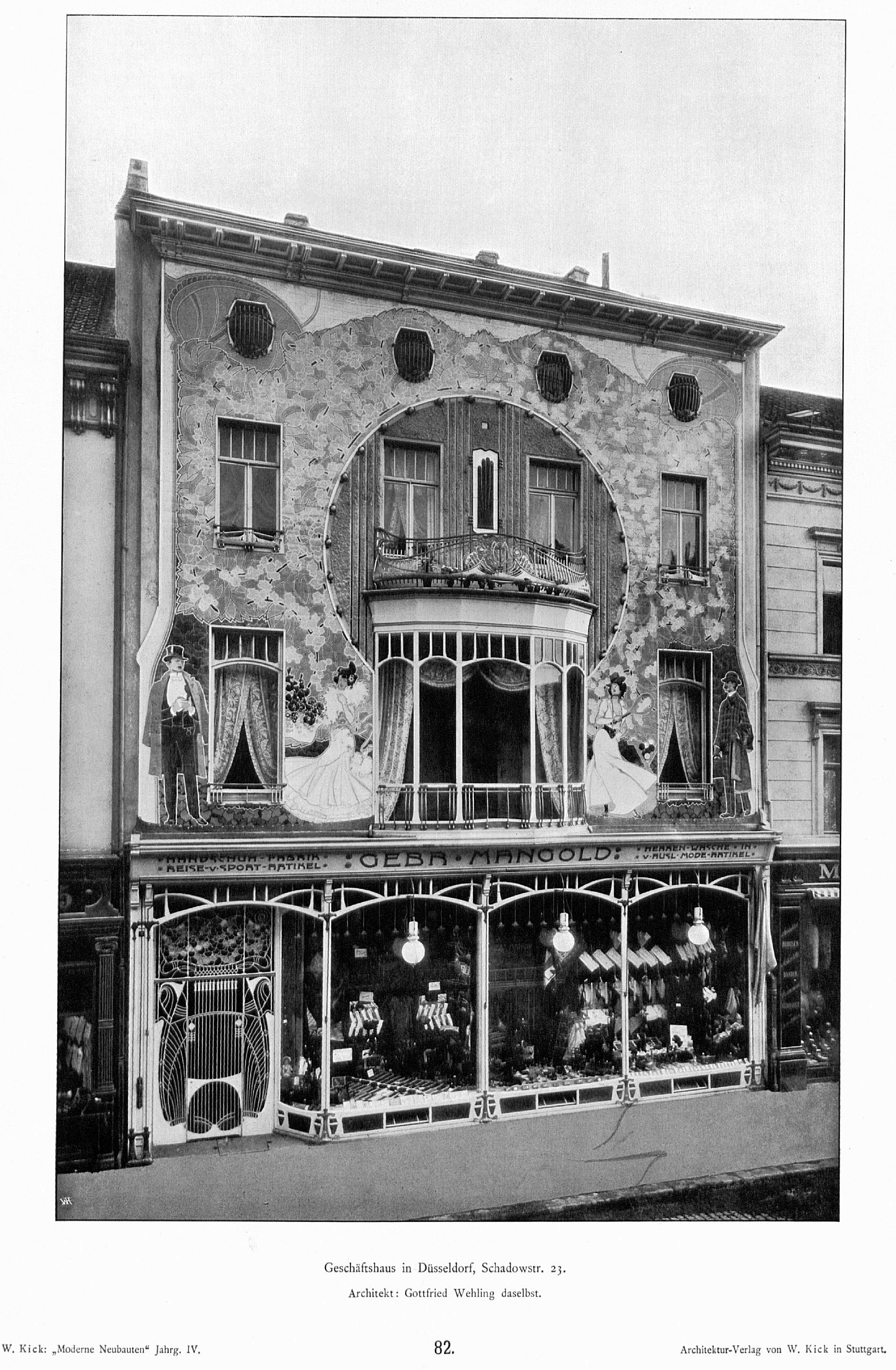
Vorderansicht
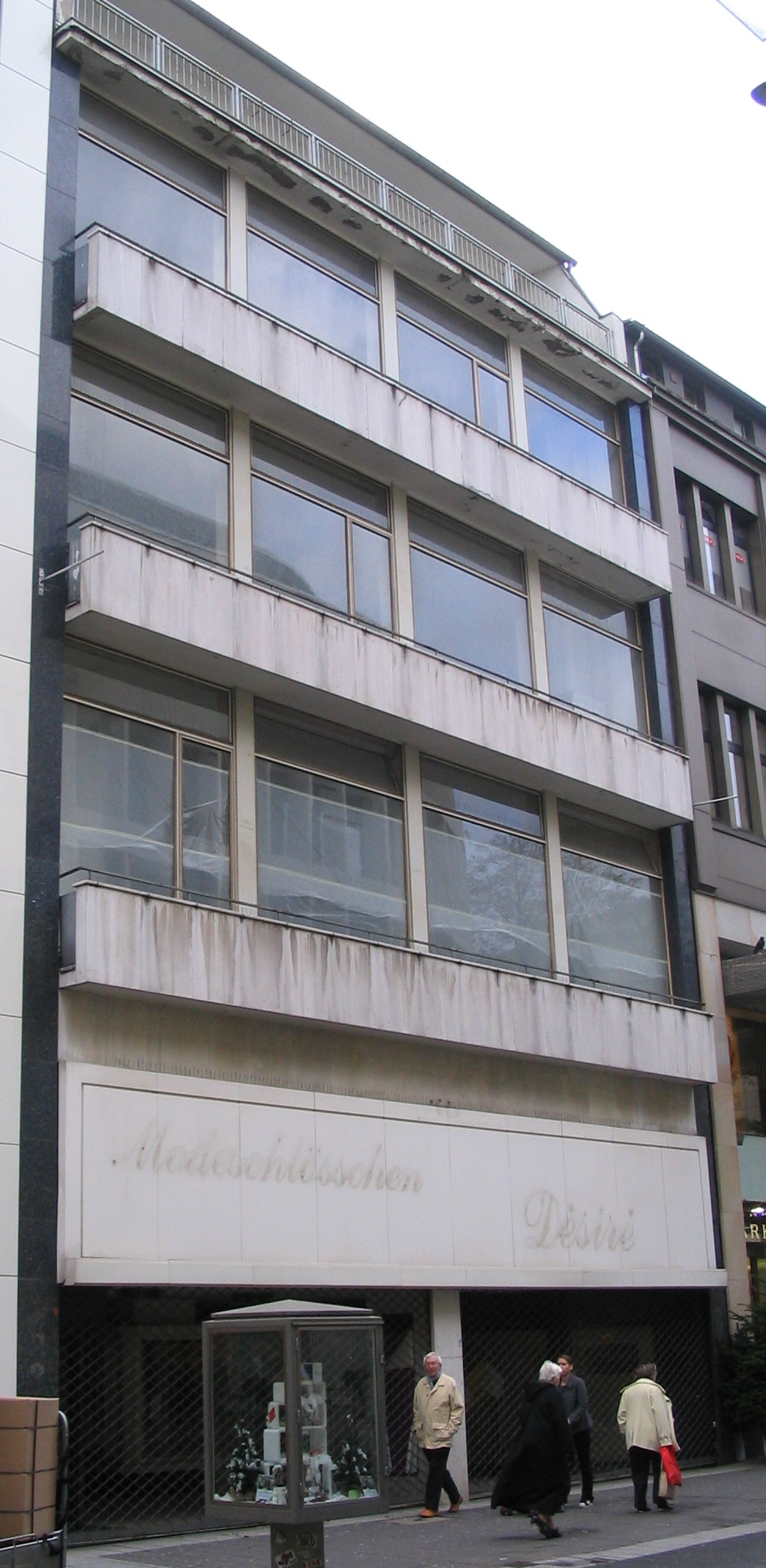
Bebauung im Jahr 2010